# 大平 (郷土料理)
大平（おおひら、おおびら）は、日本のいくつかの地方にみられる郷土料理。
根菜類や鶏肉、椎茸など多種類の素材を用いた醤油味の煮物である。
語源は冠婚葬祭、盆・正月など人が集まるときに作られることが多く、大平（大きな平椀）に盛り付けたこととされるが、地域によっては異説もある。

## 宮城県石巻市
宮城県石巻市周辺では、具だくさんのあんかけうどんを大平、あるいは大平うどんと呼ぶ。
もともとは他地域と同じく大平椀に盛り付けられる祝膳料理であったと伝えられるが、現在ではもっぱらうどん屋で提供される冬季限定の種物として認識されている。

## 長野県木曽地方
長野県の木曽地方では「おおびら」と発音し、「大いなる大地」を意味すると説明される。
用いられる素材は他地域と同様で、冠婚葬祭など人が集まるときに作られる点も同じだが、汁物に近い仕立てで個別の椀で供されることから、大平汁と呼ばれることもある。

## 広島県大竹市・山口県岩国市
広島県大竹市および隣接する山口県岩国市では、具材の種類を奇数にして、縁起物として振る舞われていた。
現在も代表的な郷土料理として祭事や懇親会などの機会に作られるほか、食育の一環として学校給食で提供されることもある。
岩国レンコンは岩国藩藩主の岩国吉川家の吉川九曜紋（蛇の目九曜紋）と同じく9つの穴があることから、1811年に藩営の圃場で栽培が始まったとされる伝統野菜である。この岩国レンコンを用いる郷土料理として、岩国寿司、はすのさんばいと共に「三大郷土料理」とされることもある。
椀の大平は直径50センチメートルほどになることもある。椀の大平に盛った料理は、小皿にとりわけて振舞われる。汁が多く味付けは薄いので、煮物ではあるが汁ごと食することが多い。